# Пилштань
Пилштань (словен. Pilštanj) — поселення в общині Козє, Савинський регіон, Словенія. Висота над рівнем моря: 376,9 м. 